# José Fernández de Castro
José Fernández de Castro y Suero (Santiago de Cuba, 1833-París, 1873) fue un ingeniero, escritor y químico  español.

## Biografía
Nacido el 20 de mayo de 1833 en Santiago de Cuba, durante once años fue redactor científico del Diario de la Marina de La Habana, donde escribió numerosos artículos. Falleció el 30 de junio de 1873 en París. Era hermano del geólogo Manuel Fernández de Castro.